# اولین برنت
اولین برنت (انگلیسی: Evelyn Brent؛ ۲۰ اکتبر ۱۹۰۱ – ۴ ژوئن ۱۹۷۵) یک هنرپیشه اهل ایالات متحده آمریکا بود. وی بین سال‌های ۱۹۱۵ تا ۱۹۶۰ میلادی فعالیت می‌کرد.
- پیریت (فیلم ۱۹۱۹) (۱۹۱۹)
- دنیای تبهکاران (۱۹۲۷)
- آخرین فرمان (فیلم ۱۹۲۸) (۱۹۲۸)
- آزمایش (فیلم ۱۹۲۲) (۱۹۲۲)
- تداخل (فیلم) (۱۹۲۸)
- آخرین قطار از مادرید (۱۹۳۷)